# Розіньяно-Мариттімо
Розіньяно-Мариттімо (італ. Rosignano Marittimo) — муніципалітет в Італії, у регіоні Тоскана,  провінція Ліворно.
Розіньяно-Мариттімо розташоване на відстані близько 240 км на північний захід від Рима, 80 км на південний захід від Флоренції, 21 км на південний схід від Ліворно.
Населення — 31 605 осіб (2014).
Щорічний фестиваль відбувається 10 вересня. Покровитель — святий Миколай.

## Демографія
Населення за роками:

Станом на 1 січня 2023 року в муніципалітеті офіційно проживали 1983 іноземці з 85 країн, серед них 540 громадян країн Євросоюзу та 280 громадян України.

## Сусідні муніципалітети
- Кастелліна-Мариттіма
- Чечина
- Коллезальветті
- Ліворно
- Орчіано-Пізано
- Санта-Луче